# Brilliant Trees
Brilliant Trees är ett album av David Sylvian utgivet 1984. 
Det var Sylvians första soloalbum efter att tidigare ha varit sångare och låtskrivare i gruppen Japan. Brilliant Trees innehåller en blandning av funk, jazz och ambient och föregicks av Sylvians första solosingel Red Guitar. På albumet medverkar bland andra trumpetaren Jon Hassell, Holger Czukay från Can samt Japan-medlemmarna Steve Jansen och Richard Barbieri. Albumet nådde 4:e plats på brittiska albumlistan, vilket är Sylvians största framgång på listan.

## Låtförteckning
Alla låtar komponerade av David Sylvian där ej annat anges.
Sida A
1. "Pulling Punches" – 5:02
2. "The Ink in the Well" – 4:30
3. "Nostalgia" – 5:41
4. "Red Guitar" – 5:09

Sida B
1. "Weathered Wall" (Sylvian, Jon Hassell) – 5:44
2. "Backwaters" – 4:52
3. "Brilliant Trees" (Sylvian, Hassell) – 8:39